# Весь світ — театр

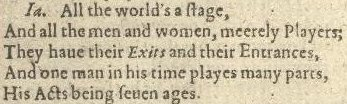
Початок монологу Жака англійською

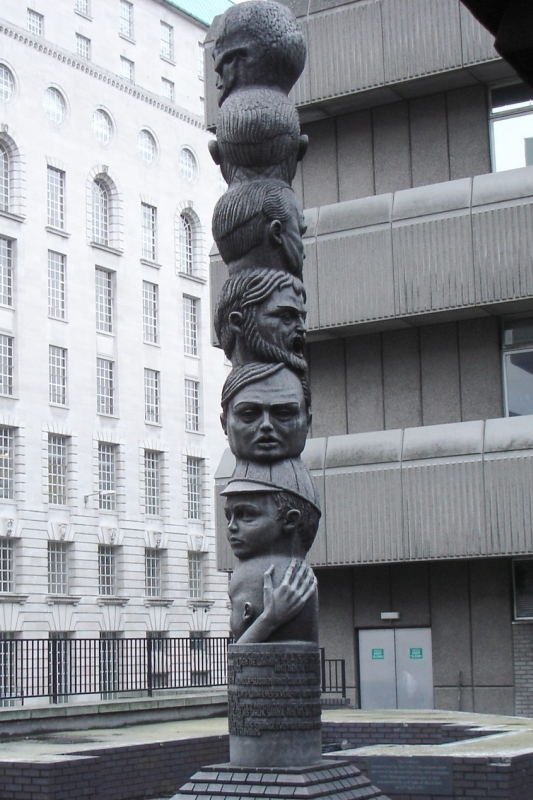
Скульптура Річарда Кінерслі «Сім віків людини в Лондоні»

«Весь світ — театр» (англ. All the world's a stage) ― фраза, з якої починається монолог у п'єсі Вільяма Шекспіра «Як вам це сподобається», виголошений героєм Жаком у другій дії VII сцени.

## Походження

### До Шекспіра
Задовго до Шекспіра часто проводились аналогії між світом і сценою, а також людьми та акторами. Ювенал, давньоримський поет, написав одну з найдавніших версій цього порівняння у поемі «Сатира 3»: «Уся Греція — це сцена, і кожен грек — актор».
П'єса Річарда Едварда «Дамон і Піфіас», написана в рік народження Шекспіра, містить такі рядки: «Піфагор сказав, що цей світ немов сцена / Деякі з них грають свої ролі, дехто лише споглядає, а інші мудреці».
Театр Шекспіра «Глобус» було засновано у 1599 році. Його кредо була фраза Totus mundus agit histrionem «В усьому світі грають актори», а латинський текст цієї фрази можна знайти аж у трактаті XII століття. Зрештою, слова quod fere totus mundus exercet histrionem «Практично весь світ складається з акторів», сказані Петронієм, мали широке поширення в той час в Англії.
У своїй роботі «Похвала глупоті», яка була вперше надрукована в 1511 р., ренесансний гуманіст Еразм Ротердамський пише: «Життя людини ніби гра, в якій чоловіки в різних костюмах грають до тих пір, поки режисер не вийде зі сцени».

### У Шекспіра
У монолозі Жака у п'єсі «Як вам це сподобається» світ порівнюється зі сценою, а життя з грою. Також описується сім етапів людського життя, які ототожнюються з сімома періодами у житті людини, коли вона стає: немовлям, школярем, коханцем, солдатом, суддею, похилого віку і старцем, який стикається з неминучою смертю.
| Англійською | Українською (переклад Олександра Мокровольського)                                                                                             |
| --- | --- |
| All the world's a stage, And all the men and women merely Players; They have their exits and their entrances, And one man in his time plays many parts, His Acts being seven ages... | Так, світ — театр, Де всі чоловіки й жінки — актори. Тут кожному приписаний свій вихід, не одну з них кожне грає роль. Сім дій в тій п’єсі... |